# Remixed
Remixed é o segundo álbum de remixes da cantora e compositora norte-americana Alicia Keys, lançado mundialmente em 12 de Agosto de 2008 pela editora discográfica J Records.

## Alinhamento de faixas
Versão padrão
1. "If I Ain't Got You" (The Black Eyed Peas Mix) - 3:14
2. "If I Ain't Got You" (Kanye West Mix) - 3:46
3. "Karma" (Reggaeton Mix) - 3:32
4. "Like You'll Never See Me Again" (Johnny Rockstar Mix) - 3:51
5. "Like You'll Never See Me Again" (Seiji Mix) - 3:44
6. "No One" (Salaam Remi Mix) - 4:52
7. "No One" (Johnny Rockstar Mix) - 3:50
8. "Teenage Love Affair" (Wideboys Miami Club Mix) - 6:19